# Ilona Ostrowska

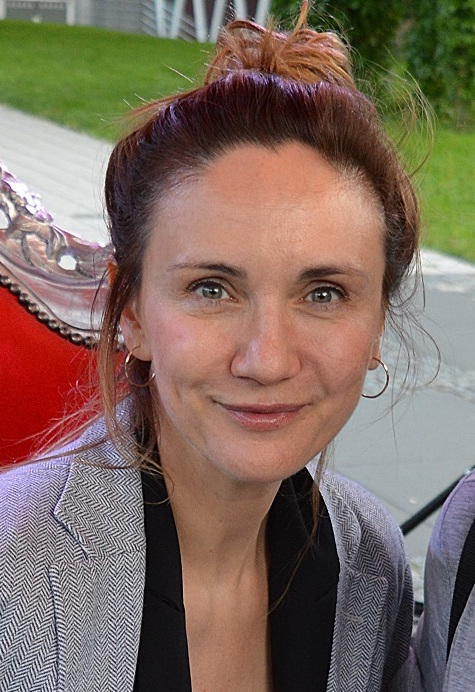
Ilona Ostrowska, 2019

Ilona Ostrowska (* 25. Mai 1974 in Stettin) ist eine polnische Schauspielerin.
Ihr Abitur schloss sie 1993. Zur selben Zeit, sammelte Ilona Ostrowska erste Schauspielerfahrung in der Theatergruppe "Performer". Sie graduierte 1998 am Ludwik Solski Academy for the Dramatic Arts (Państwowa Wyższa Szkoła Teatralna im. Ludwika Solskiego). Anschließend spielte sie im polnischen Theater in Warschau und im K2 Theater. Während dieser Zeit folgten auch erste Engagements für Film und Fernsehen. Die Rolle der Lucy in der Fernsehserie Ranczo machte sie in ihrem Heimatland bekannt. Diese Rolle spielt sie bis heute (2013). Neben der Film- und Fernsehkarriere blieb sie dem Theater immer treu, so gehörte sie von 2002 bis 2011 zum festen Ensemble des Współczesny Theater in Warschau.
Im Jahr 2004 heiratete sie Schauspieler und Regisseur Jacka Borcucha, von dem sie sich 2012 wieder scheiden ließ. Das Paar hat eine gemeinsame Tochter.

## Filmografie

### Kinofilme
- 2001: Sezon na leszcza
- 2001: Glosniej od bomb
- 2001: Cisza
- 2002: Dzien swira
- 2004: Tulipany
- 2006: S@motnosc w sieci
- 2007: Ranczo Wilkowyje
- 2008: Droga do raju
- 2008: Ile wazy kon trojanski?
- 2010: Kolysanka

### Fernsehfilme und -serien
- 2001: M jak milosc (Serie)
- 2003: Marcinelle
- 2004: Dlugi weekend
- 2004: Kryminalni (Serie)
- 2006–2013: Ranczo (Serie)
- 2009: Naznaczony
- 2011: Hotel 52 (Serie)
- 2010–2011: Szpilki na Giewoncie (Serie)
- 2011: Bez tajemnic (Serie)
- 2012: Misja Afganistan (Serie)
- 2013: Prawo Agaty (Serie)